# Soing-Cubry-Charentenay
Soing-Cubry-Charentenay ist eine Gemeinde im französischen Département Haute-Saône in der Region Bourgogne-Franche-Comté.

## Geographie
Soing-Cubry-Charentenay liegt auf einer Höhe von 205 m über dem Meeresspiegel, etwa 22 Kilometer westlich von Vesoul (Luftlinie). Das Dorf erstreckt sich im Westen des Départements, am südlichen Rand der Saôneniederung, nördlich des Plateaus des Bois de Soing.
Die Fläche des 28,63 km² großen Gemeindegebiets umfasst einen Abschnitt des mittleren Saône-Tals. Die nördliche Grenze verläuft meist entlang der Saône, die hier mit großen Schleifen durch eine breite Alluvialniederung nach Südwesten fließt. Die Talaue liegt durchschnittlich auf 200 m und weist eine Breite von maximal zwei Kilometern auf. Der Fluss ist zur Wasserstraße ausgebaut, wobei die Schleifen durch Seitenkanäle abgeschnitten werden. Die nicht vom Kanal genutzten Streckenteile zeigen deshalb naturnahe Uferpartien, und der Fluss bildet hier an mehreren Orten Inseln.
Vom Flusslauf erstreckt sich das Gemeindeareal südwärts über die Talaue und einen bis zu 50 m hohen Steilhang auf das angrenzende Plateau. Diese Hochfläche besteht aus einer Wechsellagerung von kalkigen und sandig-mergeligen Sedimenten der oberen Jurazeit. Sie wird durch die Talmulde des Ruisseau des Puits, der zu mehreren Weihern aufgestaut wird und bei Cubry in die Saône mündet, und weitere Mulden untergliedert. Die fruchtbaren Böden der Talebene und des Plateaus werden überwiegend landwirtschaftlich genutzt. Mit 268 m wird auf der Kuppe östlich von Soing die höchste Erhebung von Soing-Cubry-Charentenay erreicht. Besonders der östliche Gemeindeteil ist durch ausgedehnte Wälder geprägt: Bois de Soing, Bois de la Perrière, La Bouloye und Bois l’Abbé an der Ostgrenze.
Die Gemeinde besteht aus folgenden Ortsteilen:
- Soing (204 m), an einem nach Süden ausgreifenden Bogen der Saône
- Charentenay (205 m), am südlichen Talrand der Saône, gegenüber von Ray-sur-Saône
- Cubry-lès-Soing (212 m), in einer Rodungsinsel in der Mulde des Ruisseau des Puits, westlich des Bois l’Abbé

Nachbargemeinden von Soing-Cubry-Charentenay sind Vanne, Fédry und Chantes im Norden, Traves, Vy-le-Ferroux und Noidans-le-Ferroux im Osten, Vezet und Fresne-Saint-Mamès im Süden sowie Vellexon-Queutrey-et-Vaudey und Ray-sur-Saône im Westen.

## Geschichte
Das Gemeindegebiet war bereits in prähistorischer Zeit besiedelt, wovon ein Tumulus auf der Flur La Motte zeugt. Im Mittelalter gehörte das Gebiet zur Freigrafschaft Burgund und darin zum Gebiet des Bailliage d’Amont. Für Soing sind aus dem Mittelalter die Schreibweisen Soings, Soynx, Soinx und Sainz überliefert. Der Name geht auf das altfranzösische Wort saigne (Sumpf) zurück. Soing und Cubry bildeten je ein Lehen der Freigrafschaft. Dasjenige von Soing gehörte zur Herrschaft Fouvent, bevor es 1256 an die Familie Vergy und 1302 an die Herren von Rupt überging, die es bis zur Französischen Revolution innehatten. Charentenay wird im Jahr 1242 erstmals urkundlich erwähnt. Der Ortsname leitet sich vom gallischen Personennamen Carento und dem Suffix -acum ab und bedeutet so viel wie Hof des Carento. Es war im Besitz der Hospitaliter.
Zusammen mit der Franche-Comté gelangten die Dörfer mit dem Frieden von Nimwegen 1678 definitiv an Frankreich. Zu einer Gebietsveränderung kam es im Jahr 1972, als sich die vorher selbständigen Gemeinde Soing (1968: 297 Einwohner), Cubry-lès-Soing (1968: 103 Einwohner) und Charentenay (1968: 75 Einwohner) zur neuen Gemeinde Soing-Cubry-Charentenay zusammenschlossen.

## Sehenswürdigkeiten
Die Kirche von Soing wurde im 18. Jahrhundert im klassizistischen Stil neu erbaut. Zur Ausstattung gehören eine reich geschnitzte Kanzel, Täfelungen im Stil Louis-seize und eine Statuengruppe. Ebenfalls aus dem 18. Jahrhundert stammt die Kirche von Charentenay mit Grabplatten und Mobiliar aus der Erbauungszeit. Die Kirche von Cubry (19. Jahrhundert) besitzt Mobiliar im Empirestil. Sehenswert sind auch zwei Kreuze aus dem 16. Jahrhundert, darunter das Croix des Beaux-Regards. Im Weiteren sind die Lavoirs von Soing und Cubry erwähnenswert, die einst als Waschhaus und Viehtränke dienten. Am Rand des Bois de Soing befindet sich die 1780 errichtete Fontaine des Ormois. Der 1992 erbaute Eiffelturm von Soing ist seinem Original in Paris im Maßstab 1 : 20 nachgebildet.

## Bevölkerung
| Jahr                       | 1962 | 1968 | 1975 | 1982 | 1990 | 1999 |
| Einwohner                  | 539  | 475  | 395  | 434  | 477  | 486  |
| Quellen: Cassini und INSEE |      |      |      |      |      |      |

Mit 565 Einwohnern (1. Januar 2022) gehört Soing-Cubry-Charentenay zu den kleinen Gemeinden des Département Haute-Saône. Nachdem die Einwohnerzahl in der ersten Hälfte des 20. Jahrhunderts deutlich abgenommen hatte (1881 wurden auf dem heutigen Gemeindegebiet noch 1059 Personen gezählt), wurde von 1975 bis 2000 wieder ein leichtes Bevölkerungswachstum verzeichnet. Seither ist erneut ein rückläufiger Trend zu beobachten.

## Wirtschaft und Infrastruktur
Soing-Cubry-Charentenay war bis weit ins 20. Jahrhundert hinein ein vorwiegend durch die Landwirtschaft (Ackerbau, Obstbau und Viehzucht) und die Forstwirtschaft geprägtes Dorf. Heute gibt es einige Betriebe des lokalen Kleingewerbes, vor allem in den Branchen Feinmechanik, Holzverarbeitung und Transportgewerbe. In den letzten Jahrzehnten hat sich das Dorf zu einer Wohngemeinde gewandelt. Viele Erwerbstätige sind deshalb Wegpendler, die in den größeren Ortschaften der Umgebung ihrer Arbeit nachgehen.
Die Ortschaft liegt abseits der größeren Durchgangsachsen an einer Departementsstraße, die von Fresne-Saint-Mamès nach Scey-sur-Saône führt. Weitere Straßenverbindungen bestehen mit Vanne, Chantes und Traves.